# Olivier Glais-Bizoin
Olivier Glais-Bizoin est un homme politique français né en 1742 à Saint-Thélo (Bretagne) et mort le 24 avril 1801 à Bizoin (Merléac).

## Biographie
D'une riche famille du pays, Alexandre François Glais de Bizoin est le fils de François Glais, sieur de La Ville-au-Pré, négociant en toiles de Saint-Thélo, et de Suzanne Priat. Marié à Louise Digaultray, fille du maire de Quintin, il est le grand-père d'Alexandre Glais-Bizoin.
Lui-même négociant, à Bizoin, il est député des Côtes-du-Nord de 1791 à 1792, siégeant au comité du commerce.  
Après la session, il est élu membre du district de Loudéac, reçoit chez lui quelques Girondins en fuite en juillet 1793, et est emprisonné de ce chef sous la Terreur.
La chute de Robespierre le rend à la liberté ; il rentre dès lors dans la vie privée.

## Sources
- « Olivier Glais-Bizoin », dans Adolphe Robert et Gaston Cougny, Dictionnaire des parlementaires français, Edgar Bourloton, 1889-1891 [détail de l’édition]